# Erwin Johannes Bach
Erwin Johannes Bach (* 13. Oktober 1897 in Hildesheim; † 9. August 1961 in Berlin) war ein deutscher  Musikwissenschaftler, Komponist und Schriftsteller.

## Leben
Bach wuchs in Hildesheim auf und nahm als Soldat am Ersten Weltkrieg teil. Er studierte von 1921 bis 1926 in
Berlin Musikwissenschaft und Philosophie. Ab 1926 war er als Konzertpianist, Musikpädagoge und Schriftsteller tätig. Mitte der zwanziger Jahre in die KPD eingetreten, beteiligte er sich nach Hitlers Machtantritt am antifaschistischen Widerstand. Zu diesem Zeitpunkt hatte er bereits sein wichtigstes Werk Die vollendete Klaviertechnik veröffentlicht, das in Fachkreisen nachhaltige Wirkung hervorrief. Die Herstellung eines Films mit Lehrbeispielen und Zeitlupenaufnahmen wurde 1933 durch die Nationalsozialisten unterbunden.
Wegen illegaler Arbeit, aber auch wegen seiner jüdischen Herkunft von Verhaftung bedroht, emigrierte er 1933 mit seiner Frau zunächst nach Prag und 1934 nach Moskau. 1935 erhielt er eine Ernennung zum Professor für Musikwissenschaften. Bach lehrte an Konservatorien u. a. in Moskau, Swerdlowsk und Odessa. Im Zuge der stalinistischen Säuberungen 1937 wurde er mit der Familie (inzwischen war ein Sohn geboren) ins sibirische Tomsk verbannt, wo er seine Lehrtätigkeit eine Zeit lang fortführen konnte. Nach einem Brief an Stalin wurde er abermals verbannt, diesmal nach Mitschurinsk. Infolge einer ersten Rehabilitierungswelle wurde 1941 die Rückkehr nach Moskau möglich.
Während des Zweiten Weltkriegs blieb die mittlerweile fünfköpfige Familie zeitweilig getrennt. Nach dem Vormarsch deutscher Truppen auf Moskau wurde Bach mit seiner Frau und einer 1941 geborenen Tochter nach Leningrad evakuiert, wo sie in die Belagerung der Stadt gerieten und diese nur knapp überlebten. Die beiden Söhne mussten vorübergehend in ein Kinderheim nahe Jaroslawl gebracht werden. Die erneute Evakuierung mit der nun wieder vereinigten Familie entwickelte sich zur Irrfahrt über Gorki, Molotow, Rusajewka, Ufa bis ins usbekische Taschkent. Dort erhielt er eine Professur für Klavier am Staatlichen Konservatorium.
1947 kehrte die Familie nach Deutschland zurück, wo Bach die Leitung der Internationalen Musikbibliothek in Berlin übernahm, Meisterschüler aus dem In- und Ausland im Klavierspiel unterrichtete sowie Gedichte und humoristische Prosa aus dem Russischen übersetzte. Seine Tochter Aljonna Möckel wurde in der DDR eine bekannte Übersetzerin aus dem Russischen.
Bach schuf vier Sinfonien, von denen zwei in Deutschland zurückgelassen werden mussten und verschollen sind. Eine dritte ging während der Leningrader Blockade verloren. Die vierte, Sinfonisches Fresko, mit dem Untertitel Ruf an die Menschheit, entstand 1956 und wurde erst am 13. November 2016 im Theater für Niedersachsen (TfN) in Hildesheim uraufgeführt.

## Werke
- Die vollendete Klaviertechnik. Wölbing-Verlag, Berlin 1929. (2., erweiterte Auflage. Breitkopf und Härtel, Leipzig 1960. Übersetzt ins Russische, Serbische und Englische.)
- Der Hasenhirt. Ein deutsches Märchen in Versen nacherzählt. Alfred Holz Verlag, Berlin 1951. (mit Holzstichen von Willi Probst).
- Das Wunder von Leningrad. Aus dem Nachlass veröffentlicht, ergänzt und bearbeitet von Aljonna Möckel und Klaus Möckel. EDITION digital, Pinnow 2017, ISBN 978-3-95655-853-5.

## Übersetzungen
- Samuil Marschak: Freund Fahrigkeit. Deutscher Staatsverlag, Engels 1938.
- Dmitrij Kabalewskij: Nikolai Jakowlewitsch Mjaskowski: Zur 70. Wiederkehr seines Geburtstages. Gesellschaft für Deutsch-Sowjetische Freundschaft, Berlin 1951.
- Leonid Lentsch: Humoresken. Eulenspiegel-Verlag, Berlin 1955.
- Sergej Jessenin: Liebstes Land, das Herz träumt leise. Verlag Kultur und Fortschritt, Berlin 1958. (Teilübersetzung und Nachdichtung).
- Stepan Stschipatschow: Es gibt ein Buch der Liebe. Verlag Kultur und Fortschritt, Berlin 1960. (Teilübersetzung und Nachdichtung)